# Lithacodia praeduncula
Lithacodia praeduncula là một loài bướm đêm trong họ Noctuidae.